# Адлейба, Амиран Сардионович
Амиран Сардионович Адлейба (род. 5 августа 1952, Члоу, Абхазская АССР) — абхазский скульптор, член Союза художников Республики Абхазия, директор Сухумского художественного училища. Народный художник Республики Абхазия (2022).
Живёт в городе Сухуме, работает в стиле реализма и классики.

## Биография
Родился 5 августа 1952 года в селе Члоу Очамчырского района Абхазской АССР.
В 1971 окончил Члоускую среднюю школу.
С 1971 по 1974 году обучался в Сухумском художественном училище, которое окончил с отличием, представив дипломную работу «Скрипач», исполненную в глине (выставлялась на осенней выставке молодых художников в Союзе художников Абхазии). В 1974 году поступил в Сухумский государственный педагогический институт им. А. М. Горького.
В 1978—1979 служил в рядах Советской Армии. Находясь в армии, он пробует свои силы в станковой графике.
С 1979 по 1983 годы учился на отделении скульптуры в Тбилисской государственной академии художеств, а по её окончании, с 1984 по 1987 годы работал учителем в Члоуской средней школе.
В 1986 году был принят в Союз художников Абхазии.
С 1987 по 1989 годы преподавал в Сухумском художественном училище им. А. К. Чачба, а с 1989 года преподаёт лепку и рисование на отделении изобразительного искусства в Абхазском государственном университете.
В 1988 стал членом Союза художников СССР.
С 1987 по 1992 год работал преподавателем рисования и лепки в Сухумском художественном училище им. А. К. Чачба.
В 1993 году служил на Восточном фронте в качестве журналиста абхазского радио Очамчирского корпункта.
С 1994 по 2008 год работал старшим преподавателем рисунка на отделении изобразительного искусства АГУ.
Является директором Сухумского художественного училища им. А. Чачба с 2008 года.

## Произведения
Находясь на срочной службе в армии создал серии композиций на тему абхазского героического эпоса «Абрскил».
В Ленинакане (Армения), в гарнизоне ракетного дивизиона создал монументальный плакат с армейской тематикой с портретом В. И. Ленина (материал — картон, холст. масло, З00 х 300 см).
В 1979 завершает станковые работы «Женская фигура» и «Композиция» (гипс тонированный).
В 1979—1980 создаёт композицию «Женская фигура» (бронза, раз. — 42 см, собственность НКГ РА).
В 1981—1982 выставляет свои работы: станковые композиции «Молодость» и «Женский торс» (гипс тонированный).
В 1983 создаёт серии портретов современников: «Портрет Г. Гамгия», «Портрет Р. Кове», «Портрет А. Царгуш».
В 1983 скульптор представляет две монументальные композиции: «Мужская» и «Женская» (стоячие фигуры). (Раз. — 250 см. Материал — гипс тонированный).
В 1984 создаёт две композиции: «Сидящей» (раз. — 100 см), и «Стоящей» (раз. — 150 см) жен. фигуры. Обе работы выполнены в гипсе тонированном.
В 1984 заканчивает Академию художеств дипломной работой, монументальной скульптурной композицией «Танец» (тонированный гипс, раз. — 300 см). Скульптура получила высокую оценку у прославленных мастеров Акад. художеств.
В 1985—1986 он работал над созданием монументальной композиции «Муза» (барельеф, медь, выколотка, раз. — 350 x 350 см, для Дома культуры с. Пакуаш Очамчырского р-на).
В 1987 А. создаёт станковый портрет известного поэта «Г. Аламиа» (гипс тонированный).
В 1987—1988 — композицию «Женская фигура» (бронза, раз. — 35 см).
В 1990-е он создаёт ряд замечательных портретов в бронзе. «Портрет А. Цвижба» — ветерана труда, «Портрет Б. В. Адлейба» — гос. деятеля Абх., «Портрет Отца» (собственность НКГ РА).
В 1991—1995 завершает портрет красноармейца «Адлейба М. М.» (бронза).
В 1994—1995 воплощает образы воинов — защитников Абхазии: Героя Абх. «Воуба Р.» (бронза), кавалера ордена Леона «Воуба Б.» (бронза).
В 1995—2000 работал над монументальной композицией для Мемориала славы г. Сухум — «Песнь о ранении» (бронза, раз. — 500 см).
В 2002 для центр. площади г. Очамчыра А. создал монументальную композицию «Раненый воин» (бетон, выколотка, медь. Раз. — 250 см).
В 2004 он стал «Лучшим худ. года Абх.» Его работа «Аллегория воина» (гипс, тонированный; собственность НКГ РА) признана лучшим произв. года.

## Государственные награды
Лауреат Государственной премии им. Д. И. Гулия за памятник Чачба А. К. (2014)
Награжден орденом «Ахьдз-Апша» III степени за скульптурное сооружение памятника Мемориала Славы (2008)
Народный художник Республики Абхазия (2022)

## Выставки
Будучи студентом Тбилисской Академии художеств, он искал новые формы, разрабатывал новые темы и участвовал в традиционных осенне-весенних выставках, организуемых Союзом художников Абхазии
Ряд персональных выставок прошёл в Сухуме и на Северном Кавказе.
- 1999 — Италия
- 1996 — Сочи
- 1995 — Стамбул
- 1986 — Москва